# Isla Desoguiara
Isla Desoguiara är en ö i Mexiko. Den ligger i bukten Bahía San Ignacio och hör till kommunen Guasave i delstaten Sinaloa, i den västra delen av landet. Arean är 0,31 kvadratkilometer.